# Sierra de los Cuchumatanes
De Sierra de los Cuchumatanes is een gebergte in Guatemala en ligt in de noordwestelijke regio's Huehuetenango en El Quiché. Het hoogste punt is La Torre met 3.837 meter. Het is het hoogste niet-vulkanische gebergte van Midden-Amerika.

## Natuur
De begroeiing van de Sierra de los Cuchumatanes bestaat uit bergbossen, nevelwouden en páramo.
De Sierra de los Cuchumatanes is een belangrijk natuurgebied met een unieke fauna wat betreft amfibieën. Onder meer de longloze salamanders Bradytriton silus, Nyctanolis pernix en Bolitoglossa jacksoni en de gouden pad Incilius aurarius komen alleen hier voor. Ook de bedreigde boomkikker Agalychnis moreletii leeft in de regio. Daarnaast komen diverse bedreigde vogelsoorten voor in de Sierra de los Cuchumatanes, zoals de hoorngoean (Oreophasis derbianus), de berggoean (Penelopina nigra) en de rozekopzanger (Ergaticus versicolor). Ook de quetzal (Pharomachrus mocinno) bewoont de bossen van dit gebergte. De natuur van de Sierra de los Cuchumatanes staat onder druk door ontbossing voor de aanleg van koffieplantages. Het gebergte wordt dan ook beschouwd als een belangrijk vogelgebied, met name voor bedreigde soorten.. 